# Cheese!
Cheese! (チーズ?, Chīzu) è una rivista giapponese di manga shōjo pubblicata da Shōgakukan ogni 24 del mese. Sul sito ufficiale viene chiamato anche Monthly Cheese!.
La rivista è pensata per un pubblico femminile, ed al suo interno contiene storie di tipo romantico, che trattano anche di relazioni mature. Cominciò la sua pubblicazione nel luglio 1996 col nome di Sho Comic.

## Mangaka e manga nelCheese!
- Shimaki Ako
  - Il sentiero dei fiori
  - Tonari no shugoshin
  - Boku ni natta watashi
  - Gekka no kimi
  - Koi ni ochita oujisama
  - Muchakucha daisuki
  - Suki ni naru made matte
  - Triple Kiss
- Miki Aihara
  - Sensei no okiniiri!
  - 5-ji kara 9-ji made
  - Elevator Orite Hidari: 5→9 Next Door (seguito di 5-ji kara 9-ji made)
- Mayu Shinjō
  - Midara na senritsu hiwai na yubisaki
- Rei Toma
  - Dawn of the Arcana